# Ansitz Steinburg

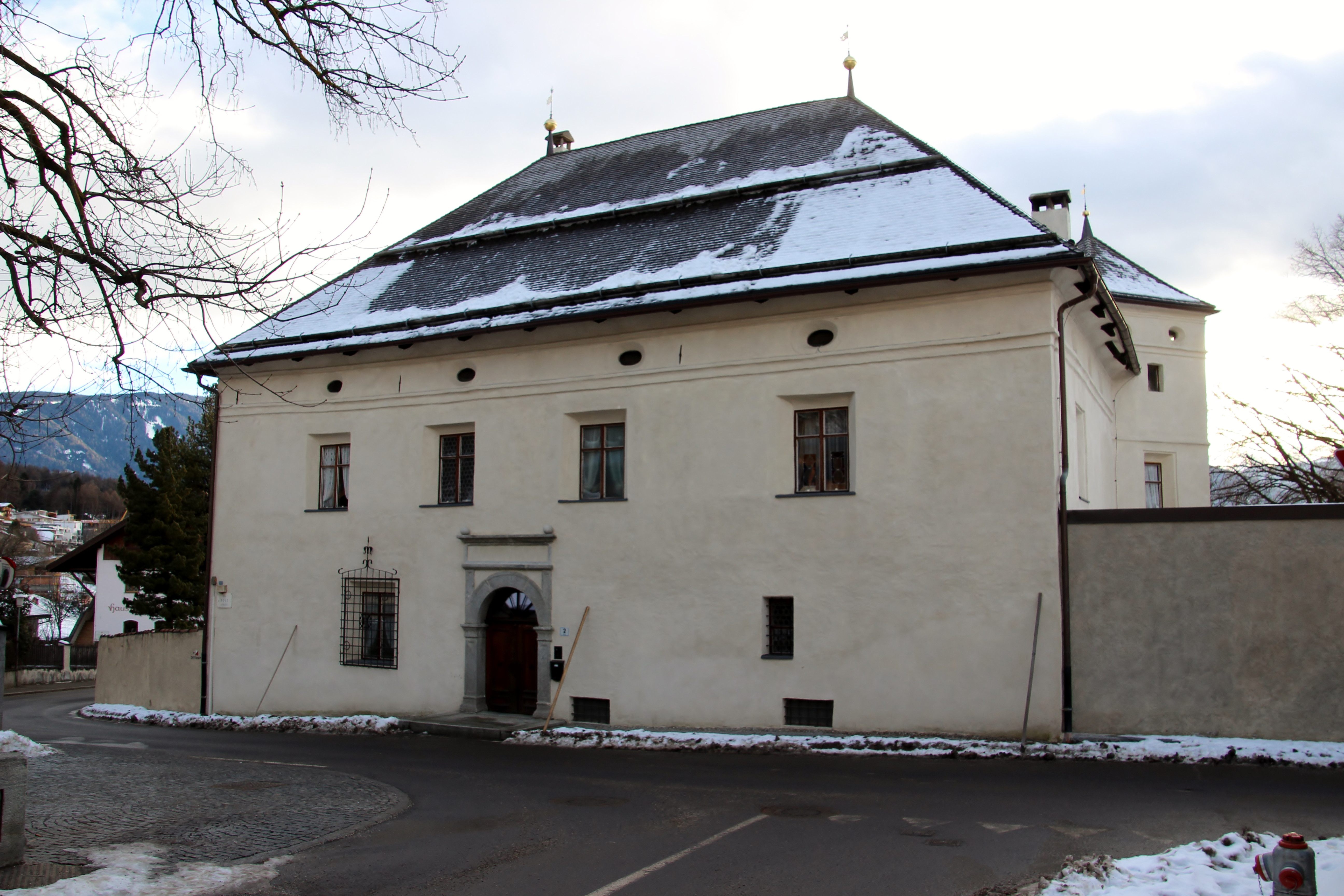
Der Ansitz Steinburg von Norden

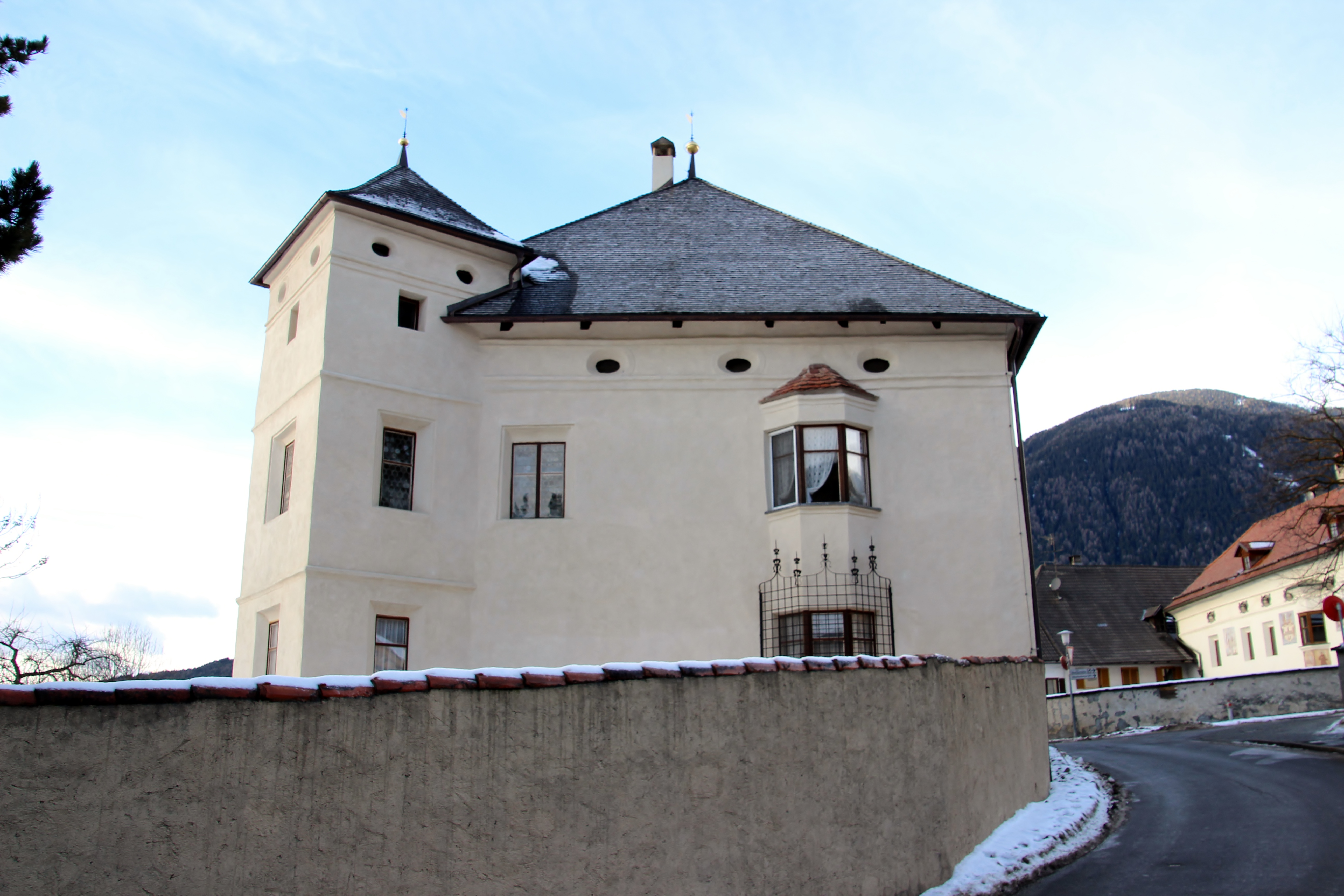
Ostansicht des Ansitzes

Die Ansitz Steinburg ist neben Ansiedl und Mohrenfeld der dritte Ansitz im Dorf Aufhofen bei Bruneck in Südtirol.

## Geschichte
Der Ansitz war ursprünglich ein Küchenmairhof des Bischofs von Brixen und wurde in der Folge ein bischöfliches Lehen. Die ersten Eigentümer kamen aus der Familie Tinkhauser, einem Bürgergeschlecht, das urkundlich erstmals 1449 genannt ist. 1528 erhielt Leonhard Tinkhauser den Lehensbrief für "die Hofstatt mit Garten zu Aufhofen an der Gasse" ausgestellt. Als nächster Lehensinhaber des nachmaligen Ansitzes Steinburg ist Hans Jöchl bekannt, der als fürstbischöflicher Beamter in dem Haus wohnte. Durch seine Tochter Euphemia kam das Haus an die Familie Rumbl von Lichtenau, da sie 1542 Christoph Rumbl († 1576) heiratete. Dieser versah ab 1542 die Pflege und das Gericht Michelsburg, war Amtmann zu Bruneck und Viertelhauptmann im Pustertal. Mit Privileg vom 16. Mai 1556 wurde sein Wohnsitz in Aufhofen zum Ansitz mit dem Prädikat „Steinburg“ erhoben, womit die entsprechenden Adelsfreiheiten verbunden waren. Sein Sohn Anton folgte ihm als Amtmann nach und war zugleich der letzte seiner Familie. 1577 erhielt er den Ansitz Steinburg und das Magein-Gut. 1590 verstarb er, und durch die Ehe seiner Tochter Anna Euphemia mit Sigmund Söll von Teissegg kam der Ansitz Steinburg 1591 an die Söll von Teissegg. Sigmund stand in fürstbischöflichen Diensten, 1589/90 war er Hof- und Hausmeister des Fürstbischofs Johann Thomas von Spaur. 1590 wurde ihm die Amtmannschaft Bruneck verliehen, die er 1621 an seinen Sohn Anton weitergab. In der Steinburg ließ Sigmund getäfelte Prunkzimmer einrichten. Durch finanzielle Zuwendungen von Sigmund und Anton Söll wurde auch das Söllische Benefizium im Brunecker Spital ausgestattet. Sigmund Söll starb 1636 in Bruneck, 1637 wurde Anton der Lehensbrief für die Steinburg und das Magein-Gut zu Aufhofen ausgestellt. Er erhielt die Erlaubnis, das sogenannte Sindlehen dem Ansitz Steinburg zu inkorporieren. Anton Söll von Teissegg zu Steinburg verstarb 1677 in Aufhofen und wurde dort begraben. Sein Sohn, Veit Sigmund Söll von Teissegg und Steinburg, wird 1664 als Tiroler Landmilizkapitän bezeichnet. 1666 erhielt er den Lehensbrief für den Ansitz Steinburg und das darin inkorporierte Sindlehen für sich und seine Geschwister. 1668 heiratete er in Aufhofen Anna Margareth Troyer von Ansheim und Grembsen. Veit Sigmund starb 1701 im Ansitz Steinburg; danach führte sein Sohn Franz Josef Söll von Teissegg zu Steinburg die Linie weiter – ihm wurde 1745 der Lehensbrief ausgestellt. Auf ihn folgte nach seinem Tod 1766 Augustin Kassian Söll von Teissegg zu Steinburg, der ebenso wie sein Vater k.k. Forstmeister im Pustertal war. Danach trat Johann Nepomuk Söll das Erbe an; eine wirtschaftliche Krise am Anfang des 19. Jahrhunderts, die besonders den Land- und Beamtenadel traf, hatte zur Folge, dass das Lehen Steinburg 1814 allodialisiert und in ein bodenzinspflichtiges Eigentum umgewandelt wurde. Der Bodenzins wurde 1834 abgelöst. Johann Nepomuk war k.k. Kreisamts-Registrator. Er starb 1824 ohne Kinder, womit das Geschlecht der Söll von Teissegg zu Steinburg erlosch.
Sein Bruder Alois Augustin, Domherr in Brixen, hatte 1826 den Ansitz Steinburg erworben. Als er 1840 verstarb, wurden alle Realitäten dem Priesterkorrektionshaus in Brixen übergeben. 1841 wurde das Mobiliar der Steinburg versteigert. 1842 ersteigerte Karl Graf von Welsberg zu Reitenau und Primör die Realitäten und verkaufte sie 1864 an Adolf Ritter von Straub. 1873 kam der Ansitz durch Kauf an Karl Freiherr von Czoernig (1804–1889). Er war ein bedeutender österreichischer Statistiker, der sich unter anderem um den Ausbau der Donauschifffahrt und des Eisenbahnnetzes verdient gemacht hat. Er ließ den Ansitz umbauen, nannte ihn zu Ehren seiner Frau „Sofien-Schlösschen“ und verfasste darüber eine Monografie. Sie erbte den Besitz von ihm und nach ihr erbten ihn 1924 zu einem Viertel Andrea Freiin von Bavier, verehelichte Gräfin Marzani, und zu drei Vierteln Gräfin Georgine Marzani. 1952 wurde der Ansitz an Josef Aschbacher verkauft.
In den Jahren 1963 und 2011 wurden umfassende Restaurierungsarbeiten durchgeführt.

## Bauweise
Der Ansitz ist im Renaissance-Stil gehalten. Er besteht aus zwei Stockwerken und wird an beiden Ecken der Südseite von zwei Türmen flankiert, die im Inneren geräumige Erker bilden. An den Außenseiten der Türme sind unter dem Gesims je eine Sonnenuhr angebracht. Auf der Nordseite befindet sich ein steingerahmtes Rundbogenportal aus Granit. Die Wände und Decken der einzelnen Wohnräume sind größtenteils mit Zirbenholz getäfelt.
Im ersten Stock befindet sich ein Zimmer mit reichem  Getäfel und Fresken, die unter anderem die Gestalten von Samson und Dalila zeigen. An der Kassettendecke befindet sich das Wappen des Erzherzogs Karl von Österreich, des Bischofs von Brixen, umgeben von vergoldeten Emblemen, den Symbolen der vier Evangelisten, den zwölf Tierkreiszeichen und symbolisierten Tieren. Die beiden Türen haben eine mit kunstvollem Schnitzwerk versehene Einfassung. Die Beschläge einer Tür sind vergoldet.
Eine Ecke des Zimmers nimmt ein bis an die Decke reichender Ofen ein, der auf fünf Löwen als Fußgestellen ruht. Die Oberfläche des Ofens besteht aus Fayence-Tafeln, die im Untersatz, blau auf weiß eingebrannt, Szenen aus der griechischen Mythologie und im Oberteil Wappen Tiroler Adeliger mit den Jahreszahlen 1612 und 1613 zeigen. Auf einer der Tafeln liest man die Buchstaben "F.K. (fec[it])", welche auf den Erbauer des Ofens hinweisen. An der mit viereckigen Kassetten getäfelten Decke des angrenzenden Zimmers befindet sich das Wappen des Bischofs Wilhelm von Welsperg.
Eine große Inschrift auf der westlichen Außenmauer zeigt die Verse 391 bis 403 aus der Tragödie Thyestes von Seneca.